# Dolichurus rugosifrons
Dolichurus rugosifrons är en  stekelart som beskrevs av Tsuneki in Tsuneki et al. 1992. Dolichurus rugosifrons ingår i släktet Dolichurus och familjen Ampulicidae. Inga underarter finns listade i Catalogue of Life.